# 井手一男
井手 一男（いで かずお、1959年11月7日 - 2020年8月12日）は、日本の実業家、元俳優。福岡県中間市出身。佐賀市立城南中学校、佐賀県立佐賀西高等学校卒業。東京都立大学中退。

## 経歴・人物
福岡県生まれ、小学校6年生の時に佐賀県へ移住。東京都立大学入学時に上京。
大学在学中から、山本邦彦が主宰する「麦の会演技研究所」に入り、同氏の付き人や運転手をしながら演技を学ぶ。同会の後輩に本村健太郎がいる。大学時代より本名で俳優活動を開始し、麦の会の舞台では主演も経験。
劇団麦の会、オフィスヨーコ、香山新二郎事務所、松本オフィスに所属していた。
1989年頃に井出 一男、1992年からは井出 一馬（いで かずま）に改名し、東海テレビ系ドラマ『約束の夏』では主役に抜擢された。
俳優活動と並行して葬祭業に携わっていた経験から、1997年に前身の「オフィス井手企画」を発展させ、司会者の派遣や葬儀のプロデュースを業務とする「有限会社エムシープロデュース」を設立し、精力的に活動を行っていた。
2020年8月12日に60歳で死去したことが、「有限会社エムシープロデュース」のホームページと「月刊フューネラルビジネス」のFacebookで公表された。

## 出演

### 映画
- 19 ナインティーン（1987年8月1日、東宝）- 片山記者 役
- 疵（1988年9月2日、東映） - バーテンダー 役
- 三たびの海峡（1995年11月11日、松竹）- タクシーの運転手 役

### Vシネマ
- 会社の怪談（1997年） - 原口課長 役

### テレビドラマ
- 月曜ドラマランド「いいとも青年隊のキャンパス・クロッキー」（1984年6月11日、フジテレビ）
- 月曜ワイド劇場「燃えて尽きたし」（1985年4月15日、テレビ朝日）
- 金曜女のドラマスペシャル（フジテレビ）
  - 「カード殺人風景」（1985年9月27日） - 滝口支朗 役
  - 「整形・二つの顔を持つ女」（1986年5月23日） - 吉川良彦 役
  - 「ガラスの棺」（1986年12月26日）
  - 「離婚夫婦の鹿児島殺人ミステリー」（1987年7月10日）
- 木曜ドラマストリート「家族八景」（1986年1月30日、フジテレビ） - 桐生忠夫 役
- 花王 愛の劇場「失われた過去」（1986年6月2日〜1986年7月18日、TBS）
- 水曜ドラマスペシャル「みちのくハネムーン殺人事件」（1987年8月5日、TBS）- 水野武 役
- ベイシティ刑事 第5話「美少女は俺がヤル！」(1987年11月4日、テレビ朝日)
- 火曜スーパーワイド（テレビ朝日）
  - 「万歳!奇蹟の赤ちゃん出産 看護婦青春物語」（1988年4月19日）
  - 「車椅子からウィンク」（1989年5月16日） - 藤堂 役
  - 「西村京太郎トラベルミステリー L特急あさま信濃路殺人事件」（1989年12月26日）- 岡村三郎 役
- はぐれ刑事純情派 第1シリーズ 第16話「女性歌手は殺人者？」（1988年7月20日、テレビ朝日）
- 女ねずみ小僧 第4話「花吹雪、謎の美人画」（1989年5月3日、フジテレビ） - 京助 役
- 男と女のミステリー（フジテレビ）
  - 「花ほおずき、ひとつ 丹波篠山殺人事件」（1989年6月30日）- 西村刑事 役
  - 「記憶なし ある朝突然、母が19歳の少女になった…」（1989年10月20日）
- 火曜ミステリー劇場（テレビ朝日）
  - 「南青山コンビニ探偵24時間営業 美人ピアニスト殺人事件の謎」（1990年6月19日）- 峰島大作 役
  - 「死のハネムーン 東京発18時50分『出雲1号』のダブルトリック 花嫁は初夜に殺される…」（1990年11月27日） - 山根信和 役
  - 「超高層ホテル殺人事件」（1990年12月25日）
- 土曜ワイド劇場（テレビ朝日）
  - 「帰省ラッシュ不倫殺人」（1989年2月18日）- 村上刑事 役
  - 「殺意の岐路」（1990年9月22日） - クラブシャンダーのバーテンダー・タケ 役
  - 「森村誠一の『不倫期』」（1992年4月18日）
  - 「家政婦は見た!12 ふるさと創生資金1億円で色と欲の温泉ブーム 町長一族の乱れた秘密」（1993年1月2日） - 中尾新也 役
  - 「美人キャスター殺人事件」（1993年1月16日） - 桜井真二 役
- ラストダンス（1990年7月2日 - 9月28日、東海テレビ） - 大谷 役
- 月曜ドラマスペシャル「警察官（サツカン）の妻たち」（1991年7月29日、TBS）
- 約束の夏（1992年7月6日 - 10月2日、東海テレビ） - 主演・桜井太 役
- 七人の女弁護士 第3シリーズ 第9話「盗み撮りされた女! 殺意の女子社員寮…」（1993年3月4日、テレビ朝日） - 本間吾郎 役